# On se calme et on boit frais à Saint-Tropez
Pour les articles homonymes, voir Tropez.
Série Trilogie tropézienne
Deux Enfoirés à Saint-Tropez
(1986)
Pour plus de détails, voir Fiche technique et Distribution.
On se calme et on boit frais à Saint-Tropez est un film français sorti en 1987. C'est le dernier film réalisé par Max Pécas.

## Synopsis
Une jeune étudiante qui avait annoncé à ses parents qu'elle partait en Bretagne pour réviser décide de laisser de côté la préparation de ses examens et part en vacances à Saint-Tropez. Partie rejoindre son petit ami pas vraiment fidèle, elle croisera son père au bras de sa secrétaire. Sa mère arrivée à Saint-Tropez, la jeune étudiante et ses amis feront leur possible pour réconcilier les parents.

## Fiche technique
- Titre original : On se calme et on boit frais à Saint-Tropez
- Réalisation : Max Pécas, assisté de Michel Debats
- Scénario : Claude Mulot, Max Pécas, Michel Barny (pseudonyme de Didier Philippe-Gérard)
- Photographie : Jean-Claude Couty
- Musique : Bob Brault
- Montage : François Ceppi
- Production : Max Pécas
- Pays d’origine :  France
- Langue : Français
- Genre : comédie
- Format : couleurs
- Durée : 84 minutes
- Date de sortie : 28 janvier 1987 (France)

## Distribution
- Luq Hamet	: Patrice
- Éric Reynaud-Fourton : Renaud Martin
- Leila Fréchet : Juliette Nadaud
- Noële Noblecourt : Béatrice Nadaud
- Brigitte Lahaie : Alexandra
- Patrick Guillemin : Richard Lassale
- Philippe Baronnet : Georges Nadaud
- Daniel Derval : Chouchou
- Krystina Ferentz : Heidi
- Véronique Catanzaro : Ingrid
- Sylvain Green : Norbert
- Frédéric Deban : Fred
- Marcel Philippot : Charles, client appartement
- Andrée Damant : cliente appartement
- Claude Bruna : Sacha
- Valérie Cinotto : Sandrine
- Isabelle Gardies : Paula
- Catherine Rouzeau : Fanny
- Corinne Catherine : Betty
- Edith Lasserie : Hélène

## Commentaires
Le film conclut la « trilogie tropézienne » de Max Pécas, incluant Les Branchés à Saint-Tropez et Deux enfoirés à Saint-Tropez.
Max Pécas aurait avoué qu'il aurait pu se passer de le tourner. Le film est en fait surtout célèbre pour son titre.
Le scénariste et ami de Max Pécas, Claude Mulot, meurt noyé à Saint-Tropez, quelques semaines après la fin du tournage du film, en octobre 1986. Max Pécas en est très affecté.